# Fort Belvedere

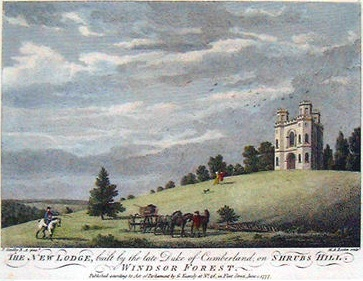
Fort Belvedere na ilustracji z XVIII wieku

Fort Belvedere – zabytkowa wiejska rezydencja położona na pograniczu hrabstw Berkshire i Surrey (administracyjnie należąca jednak do tego ostatniego), w tzw. Wielkim Parku nieopodal Zamku Windsor. W latach 1750–1976 cieszyła się statusem rezydencji królewskiej.
Gmach został wzniesiony w latach 1750–1755 na zamówienie Wilhelma, księcia Cumberland - młodszego syna króla Jerzego II. Początkowo służył jedynie jako dom letniskowy. Podczas przebudowy Zamku Windsor w 1828, prowadzonej z inicjatywy króla Jerzego IV, niejako przy okazji rozbudowano też Fort Belvedere, który miał służyć jako rezydencja łowiecka. W praktyce bywał używany zarówno przez członków rodziny królewskiej, jak i wyższych rangą dworzan. W 1911, po kolejnej przebudowie, na stałe zamieszkał w nim Artur, książę Connaught i Strathearn, jeden z synów królowej Wiktorii. 
W 1929 jego nowym lokatorem został Edward, książę Walii. Polubił Fort do tego stopnia, że kiedy w 1936 wstąpił na tron jako Edward VIII, wciąż była to jedna z jego ulubionych rezydencji. To właśnie tam po raz ostatni przyjął jako monarcha premiera Stanleya Baldwina, a następnie, 10 grudnia 1936, podpisał akt swojej abdykacji.
W czasie II wojny światowej w rezydencji urzędował ewakuowany z Londynu zarząd posiadłości królewskich. Potem, w latach 1956–1975, budynek dzierżawił Gerald Lascelles, arystokrata z bocznej linii dynastii panującej (siostrzeniec króla Jerzego VI, ojca Elżbiety II). Od 1975 jest on wynajmowany zamożnym osobom spoza rodziny królewskiej. Obecnym lokatorem jest kanadyjski milioner Galen Westen. Ze względu na swoje położenie w Wielkim Parku, który formalnie w całości jest posiadłością królewską, Fort Belvedere wciąż pozostaje własnością dworu. Nie ma już jednakże statusu rezydencji królewskiej. 